# 安哥拉蟒
安哥拉蟒（學名：Python anchietae）是蛇亞目蟒科蟒屬下的一種無毒蟒蛇，主要分布於安哥拉及納米比亞，是一種與球蟒有著密切聯繫的罕有蛇類，目前未有任何亞種被確認。

## 特徵
成年的安哥拉蟒最長能達180公分，身體顏色主要以紅色及棕色作基調，表皮上有為數頗多的白色小圓點斑紋。腹部位置呈黃色，是一種無論在野外還是人工飼養的環境下均十分罕見的蟒蛇。

## 地理分布
安哥拉蟒主要分布於非洲，包括安哥拉南部及納米比亞北部地區。其標準產地為安哥拉的「Catumbella」。

## 生態習慣
安哥拉蟒多棲息於多石地形，也會出沒於有岩石的草原及灌木林間。牠們多於日間活動，平常置身於小型岩洞、巨石縫隙等地方，主要進食各種小型的哺乳動物及鳥類。
繁殖方面，安哥拉蟒屬於卵生動物，雌蛇每次能誕下4至5枚蛇卵，但雌蛇是否具有孵卵習慣則尚是未知之數。安哥拉蟒的初生幼蛇達43至46公分長。

## 分類學
根據學者布朗利（Broadley, 1990）指出，安哥拉蟒與分布於西非的球蟒（Python regius）有緊密的血緣關係。

## 備註
1. 1 2  McDiarmid RW, Campbell JA, Touré T. 1999. Snake Species of the World: A Taxonomic and Geographic Reference, vol. 1. Herpetologists' League. 511 pp. ISBN 1-893777-00-6 (series). ISBN 1-893777-01-4 (volume).
2. ↑  . ITIS. 2007  [21 September, 2007].
3. 1 2 3 4 5  Mehrtens JM. 1987. Living Snakes of the World in Color. New York: Sterling Publishers. 480 pp. ISBN 0-8069-6460-X.

## 外部連結
- （英文）TIGR爬蟲類資料庫：安哥拉蟒